# Epignoma euryaleae
Epignoma euryaleae är en insektsart som beskrevs av Irena Dworakowska 1977. Epignoma euryaleae ingår i släktet Epignoma och familjen dvärgstritar.
Artens utbredningsområde är Kongo-Kinshasa. Inga underarter finns listade i Catalogue of Life.